# Dasineura berteroae
Dasineura berteroae är en tvåvingeart som först beskrevs av Stelter 1976.  Dasineura berteroae ingår i släktet Dasineura och familjen gallmyggor.
Artens utbredningsområde är Tyskland. Inga underarter finns listade i Catalogue of Life.